# Uta Lauer
Uta Lauer, född 1961 i Karlsruhe, är en tysk östasienkännare specialiserad på östasiatisk konst. Lauer är från hösten 2006 gästprofessor vid Konstvetenskapliga institutionen på Stockholms universitet. Uta Lauer har tidigare bland annat verkat som professor vid universitetet i Heidelberg och som gästprofessor vid Shanghai Normal University College of Fine Arts.
Uta Lauer har vuxit upp i Stuttgart och studerade 1984–1986 i Folkrepubliken Kina och fullbordade sin grundexamen 1989 som Magister i Sinologi i München. Mellan 1991 och 1993 lärde hon sig japanska i Osaka och Kyoto. Lauer doktorerade år 2000 med en avhandling om Chan-munken Zhongfeng Mingbens kalligrafi. 